# Fórum Tauriano (Roma)
Fórum Tauriano ou Fórum do Touro (em latim: Forum Tauri) era uma fórum localizado na Regio V Esquiliae das 14 regiões da Roma augustana, perto dos Jardins Taurianos e provavelmente no interior dos limites da região conhecida como caput Tauri. O local fica atualmente em algum lugar do rione Esquilino de Roma, mas não resta nenhum traço do fórum propriamente dito. 

## História
Referências ao Fórum e ao caput aparecem na literatura medieval, especialmente em relação ao martírio de Santa Bibiana. Por conta disto, é provável que o fórum ficasse perto da igreja de Santa Bibiana, ao passo que o caput ficasse a alguma distância dali, possivelmente separado dos jardins pela Via Tiburtina vetus. 
Outra hipótese é que Tito Estacílio Tauro, cônsul em 44, proprietário dos jardins, tenha construído o fórum e decorado-o com cabeças de touro, o que, por sua vez, tenha dado o nome à toda a região. A Porta San Lorenzo era chamada de Porta Taurina (em italiano:  Capo de' Bove) no século XII e nos séculos seguintes